# 烏爾米耶加迪爾體育館
烏爾米耶加迪爾體育館是一座位於伊朗烏爾米耶的室內體育館。體育館可以容納6,000人。從天花板高度、與觀眾的距離、地板類型和設備來看，加迪爾體育館是伊朗舉辦排球比賽最好的場館。